# William Lienhard
William Barner „Bill“ Lienhard (* 14. Januar 1930 in Slaton, Texas; † 8. Februar 2022 in Lawrence, Kansas) war ein US-amerikanischer Basketballspieler.

## Biografie
William Lienhard besuchte zunächst die Newton High School und später die University of Kansas, wo er 1952 die NCAA-Meisterschaft gewann. Mit der US-Nationalmannschaft nahm Lienhard an den Olympischen Sommerspielen 1952 in Helsinki teil, wo er mit dem US-Team Olympiasieger wurde. Nach den Olympischen Spielen trat er der United States Air Force bei, wo er weiterhin Basketball spielte. Nach seinem Dienst bei der Air Force beendete Lienhard seine Basketballkarriere und war als Bankier in Kansas tätig. Er wurde in die Kansas Athletics Hall of Fame und in die Kansas Sports Hall of Fame aufgenommen.